# Torres de Alcanadre
Torres de Alcanadre (aragónul: Torres d'Alcanadre) község Spanyolországban, Huesca tartományban. Torres de Alcanadre Peralta de Alcofea, Huerto, Salillas, Pertusa, Laperdiguera és Berbegal községekkel határos. Lakosainak száma 92 fő (2024).

## Népesség
A település népessége az utóbbi években az alábbiak szerint változott:
| Lakosok száma | 134  | 125  | 116  | 113  | 105  | 103  | 93   | 86   | 85   | 92   |
|               | 2001 | 2004 | 2007 | 2009 | 2012 | 2014 | 2017 | 2019 | 2022 | 2024 |